# Chetumal
Chetumal Mexikó Quintana Roo államának fővárosa, Othón P. Blanco község központja. A Karib-tengerből nyíló Chetumali-öböl partján fekvő kikötőváros lakossága (2010-es adat) alig haladta meg a 150 000 főt, ezzel az ország tagállamainak fővárosai közül az egyik legkisebb.

## Földrajz

### Fekvés, domborzat
Chetumal Mexikó tagállam-fővárosai közül a legkeletebbi fekvésű. A Chetumali-öböl partján terül el, az állam déli részén, a belize-i határon. Belize-től a Río Hondo, a Yucatán-félsziget legnagyobb folyója választja el. A város területe szinte teljesen sík, a parttól távolabbi területei sem érik el a tengerszint feletti 20 m-es magasságot. Vidékén gyakoriak a kisebb tavak és cenoték, közülük több igazi turistalátványosság.

### Éghajlat
Éghajlata igen forró és csapadékos: a havi átlaghőmérsékletek egész évben 23 és 29 °C vannak és az év minden hónapjában mértek már 35 °C-ot meghaladó forróságot, viszont +7 °C-nál hidegebbet még soha. A csapadék főként a júniustól októberig tartó időszakban nagy mennyiségű: ilyenkor havi 150–200 mm hull.
| Hónap                                   | Jan. | Feb. | Már. | Ápr. | Máj. | Jún. | Júl. | Aug. | Szep. | Okt. | Nov. | Dec. | Év   |
| --------------------------------------- | ---- | ---- | ---- | ---- | ---- | ---- | ---- | ---- | ----- | ---- | ---- | ---- | ---- |
| Rekord max. hőmérséklet (°C)            | 35,0 | 36,5 | 37,0 | 39,5 | 39,0 | 36,9 | 36,0 | 39,0 | 36,5  | 36,0 | 37,0 | 39,0 | 39,5 |
| Átlagos max. hőmérséklet (°C)           | 28,9 | 29,8 | 30,8 | 32,2 | 33,0 | 32,4 | 32,6 | 32,9 | 32,6  | 31,8 | 30,5 | 29,2 | 31,4 |
| Átlaghőmérséklet (°C)                   | 23,8 | 24,5 | 26,3 | 27,9 | 28,9 | 28,7 | 28,5 | 28,6 | 28,3  | 27,2 | 25,8 | 24,3 | 26,9 |
| Átlagos min. hőmérséklet (°C)           | 18,8 | 19,3 | 21,7 | 23,6 | 24,7 | 25,0 | 24,5 | 24,2 | 24,0  | 22,5 | 21,2 | 19,5 | 22,4 |
| Rekord min. hőmérséklet (°C)            | 8,0  | 8,0  | 7,3  | 9,0  | 18,0 | 19,5 | 20,0 | 15,0 | 18,0  | 16,0 | 12,5 | 8,5  | 7,3  |
| Átl. csapadékmennyiség (mm)             | 81   | 31   | 26   | 53   | 97   | 206  | 149  | 147  | 194   | 162  | 105  | 76   | 1327 |
| Forrás: Servicio Meteorológico Nacional |      |      |      |      |      |      |      |      |       |      |      |      |      |

## Népesség
Bár Chetumal az egyik legkisebb főváros Mexikóban, lakossága gyorsan növekszik:
| Év   | Lakosság |
| ---- | -------- |
| 1990 | 94 158   |
| 1995 | 115 152  |
| 2000 | 121 602  |
| 2005 | 136 825  |
| 2010 | 151 243  |

## Története

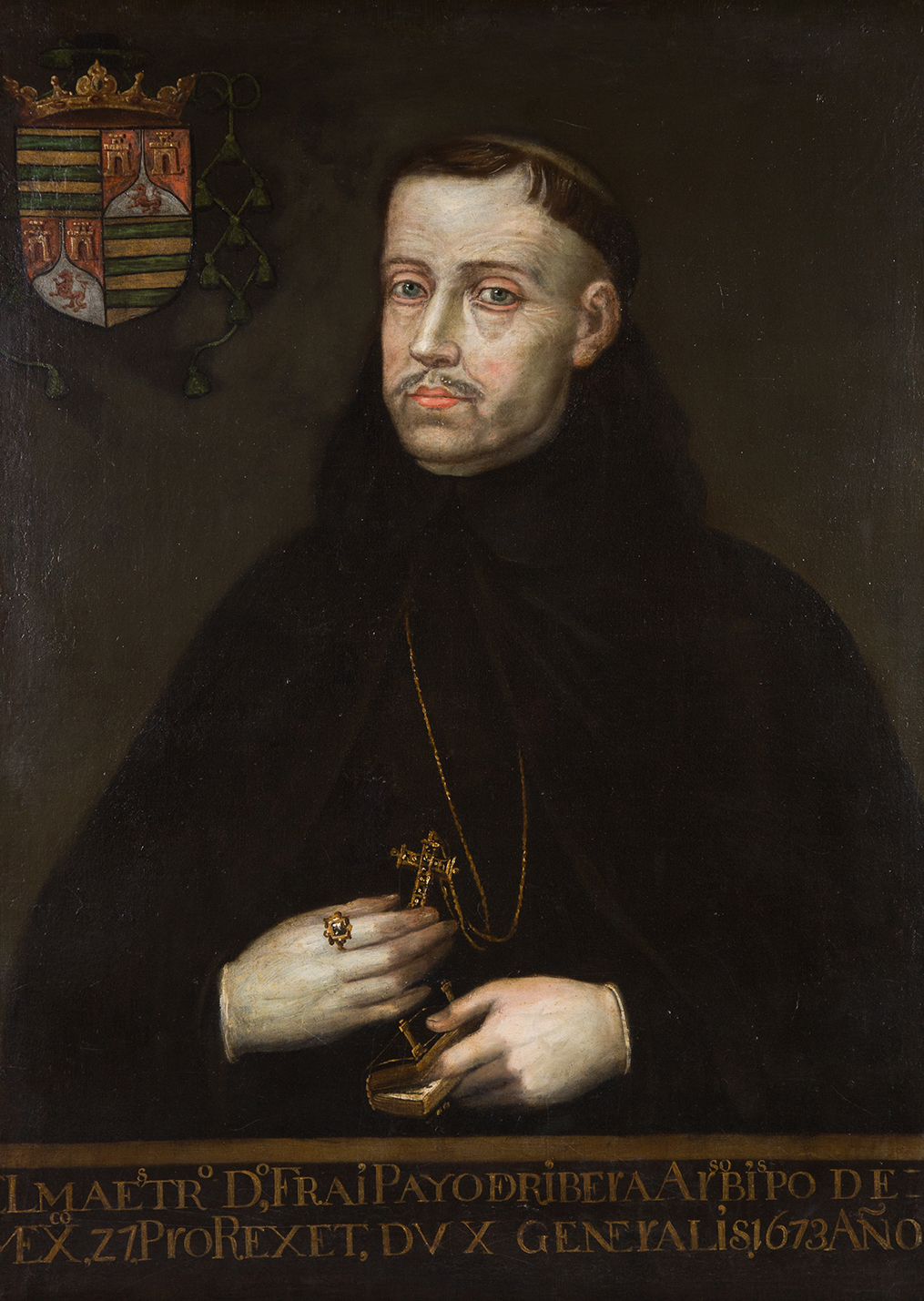
Payo Enríquez de Rivera püspök, a város első névadója

A terület őslakói a maják voltak, akiknek Chactemal szavából származik a mai Chetumal név. Amikor a spanyol hódítók megérkeztek a mai Quintana Roo területére, Francisco de Montejo Alonso Dávilát bízta meg Chactemal leigázásával, aki azonban 1531-ben nem járt sikerrel. Viszont 12 évvel később ugyancsak Montejo megbízásából Gaspar Pacheco is elindult ugyanerre a feladatra vállalkozva: 1544-ben győzedelmeskedett is.
A 19. században a mai Belize területén annyira megnövekedett az angol befolyás, hogy az már a mexikóiak szerint az ő országukat veszélyeztette. Ezért 1898-ban a mexikói kormány megbízásából a ma Chetumali-öbölnek nevezett öbölhöz érkezett Othón Pompeyo Blanco tengernagy, hogy megszervezze a határ védelmét. Ekkor alapították meg a mai Chetumal várost, igaz, akkor még Payo Obispo néven.
Payo Obispo 1915-ben lett az állam fővárosa, azonban 1931 és 1935 között hanyatlásnak indult, mivel a szövetségi kormány területeit felosztotta a közeli közigazgatási egységek között. Ennek visszavonásakor azonban újra a fejlődés útjára lépett a város, ideköltöztek a helyi kormányzati szervek is, majd 1936-ban felvette a végleges Chetumal nevet.
1955-ben a Janet hurrikán szinte teljesen megsemmisítette a várost, de az újjáéledt és azóta is folyamatosan növekszik.

## Kultúra, turizmus

### Műemlékek, emlékművek, múzeumok
- A Plaza de Bandera téren az 1935-ben épült kormányzati palota mellett található a város leghíresebb emlékműve: egy obeliszk, melyre a mexikói történelem szabadságharcainak hőseinek neveit írták fel.
- Parque del Renacimiento („Az Újjászületés Parkja”) – a város 100 éves fennállására és a Janet hurrikánra emlékeztető emlékművekkel.[4]
- Fuente del Manatí („A Manátuszok Kútja”) – A tengerpart közelében álló különleges szoborcsoport négy manátuszt ábrázol.[5]
- Museo del Ciudad – a városi múzeum 1939-ben épült épületében sokáig iskola működött, a múzeum a városalapítás 100 éves évfordulóján, 1998-ban nyílt meg. 5 állandó kiállítótermében főként történelmi gyűjtemények láthatók, emellett van egy terme, ahol időszakos kiállításokat rendeznek.[6]
- Centro Cultural de las Bellas Artes – szépművészeti kulturális központ[7]
- Museo de la Cultura Maya – a maja kultúrát bemutató múzeum, 1994-ben nyílt meg.[8]

### Rendezvények
1912 óta minden februárban tartják a hagyományos, igazi idegenforgalmi látványosságnak számító karnevált, május 5-én a város alapítására emlékeznek, míg novemberenként a Karibi Kultúra Nemzetközi Fesztiválját rendezik meg Chetumalban. Októberben a Feria Internacional de la Frontera Sur, vagyis a „Déli Határ Nemzetközi Ünnepe” kerül megrendezésre, december 12-én pedig hagyományos vallásos ünnep a Guadalupei Szűzanya napja.